# Ashfield (Massachusetts)
Ashfield é uma cidade pertencente ao Condado de Franklin, Massachusetts, Estados Unidos. A população era de 1.539 de acordo com o censo de 2018.

## História
Por volta do ano de 1735, um assentamento foi cedido, através da Corte Geral da Província da baía de Massachusetts, para sessenta soldados e marinheiros que fizeram parte da fracassada expedição canadense durante a Guerra do Rei Guilherme. A partir de então, nasceu uma cidade inicialmente chamada de Weymouth Canada, e posteriormente Huntstown, em homenagem ao capitão Ephraim Hunt, que havia liderado a expedição na guerra. Em 21 de junho de 1765, Huntstown foi oficialmente incorporado, passando a se chamar Ashfield. A cidade tem a agricultura como economia predominante, possuindo fazendas especializadas na produção de leite, lã, milho, dentre outros produtos.

## Geografia
Ashfield encontra-se localizado nas coordenadas 42° 31′ 13″ N, 72° 48′ 20″ O. Segundo a Departamento do Censo dos Estados Unidos, Ashfield tem uma superfície total de 104.26 km², da qual 103.61 km² correspondem a terra firme e (0.62%) 0.65 km² é água.

## Demografia
Segundo o censo de 2010, tinha 1.737 pessoas residindo em Ashfield. A densidade populacional era de 16,66 hab./km². Dos 1.737 habitantes, Ashfield estava composto pelo 96.43% brancos, o 0.4% eram afroamericanos, o 0.52% eram amerindios, o 0.52% eram asiáticos, o 0% eram insulares do Pacífico, o 0.06% eram de outras raças e o 2.07% pertenciam a duas ou mais raças. Do total da população o 1.78% eram hispanos ou latinos de qualquer raça.